# برج الظلام
برج الظلام (بالإنجليزية: The Dark Tower) هي سلسلة من ثمانية كتب ألفها الكاتب الأمريكي ستيفن كينغ تشمل مواضيع من أنواع متعددة، من بينها: فنتازيا مظلمة، فنتازيا علمية، الرعب، والخيال الغربي. يصفها الكاتب كينغ بأنها أعظم ما أبدع. بالإضافة إلى هذه السلسلة المكونة من 8 روايات، العديد من كتب كينغ الأخرى مرتبطة بهذه القصة. تتحدث القصة عن «حامل سلاح» وسعيه في الوصول إلى برج ذو طبيعة مادية ومجازية في آن واحد.
بالإضافة إلى الروايات الثمانية التي تتكون منها السلسلة بمجموع صفحات يُقدر بـ 4250 صفحة، فإن العديد من كتب ستيفن كينغ الأخرى تتعلق بالقصة، وتقدم المفاهيم والشخصيات التي تلعب دورها مع تقدم السلسلة.
كانت السلسلة مستوحاة بشكل أساسي من قصيدة «الصبي رونالد قادم إلى برج الظلام» لروبرت براوننج، والتي تم تضمين نصها الكامل في ملحق المجلد النهائي. في مقدمة الطبعة المنقحة لعام 2003 من برج الظلام: حامل السلاح، اعتبر ستيفن كينغ كل من سيد الخواتم، وأسطورة آرثر، الطيب والشرس والقبيح كمصدر إلهام أيضًا. كما يعرّف ستيفن كينغ شخصية كلينت إيستوود «رجل بلا اسم» باعتبارها واحدة من أهم مصادر الإلهام لبطل الرواية، رولاند ديتشين. تأثر أسلوب ستيفن كينغ في أسماء المواقع في السلسلة، مثل العالم الأوسط (Mid-World)، وتطويره لمجردة لغة فريدة خاصة بنا هاي سبيتش(High Speech)، بأعمال ج. ر. تولكين الذي أعطى ابتكر العالم الخيالي الأرض الوسطى كما أسس العديد من اللغات للأجناس المختلفة في رواياته.[بحاجة لمصدر]
تم إصدار فيلم تكملة لأحداث برج الظلام في أغسطس 2017.
رأى ستيفن كينج سلسلة برج الظلام على أنها مسودة أولى، حيث كان يخطط في البداية لإعادة كتابتها لتصحيح الأخطاء المستمرة. ومع ذلك، بعد مراجعة برج الظلام: حامل السلاح، «حاول تحديد مقدار ما يمكنه إعادة كتابته».

## ملخص القصة
رولاند هو آخر حامل سلاح على قيد الحياة في أرض جيلاد البائدة الآن. يشترك عالمه مع الأرض في العديد من أوجه التشابه الثقافي وبعض الآثار التكنولوجية، كما يُشبه الغرب الأقصى لأمريكا في القرن التاسع عشر، ولكن السحر موجود هناك أيضًا. في البداية، سعياً وراء رجل غامض يرتدي الأسود، ذهب رولاند للبحث عن برج الظلام، مكان رائع من المفترض أن يكون مركزًا لجميع العوالم الممكنة. العثور على هذا البرج من أجل إنقاذ عالمه المحتضر سوف يتحول إلى هاجس لحامل السلاح، الذي سيتعين عليه أيضًا العثور على رفقاء في طريقه ليساعدوه خلال هذه الرحلة الطويلة عبر عوالم مختلفة.[بحاجة لمصدر]
للحصول على ملخص مفصل، راجع المقالات التي تشير إلى كل مجلد في السلسلة.

## نشأة السلسلة

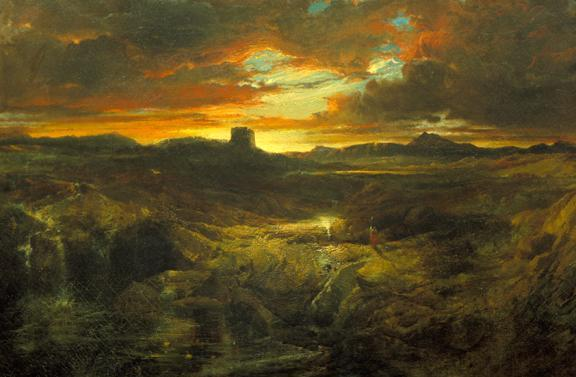
"الفارس رونالد قادم إلى برج الظلام" رسم توماس موران (1859)

في مارس 1970، بدأ ستيفن كينغ في كتابة المجلد الأول، برج الظلام: حامل السلاح، بينما كان في الفصل الدراسي الأخير في جامعة مين. وهكذا كتب حامل السلاح و التتابع، أول قصتين من القصص الخمس التي يضمها هذا الكتاب، قبل أن يتابع مع الوحي والجبال بينما توقف مؤقتا عن كتابة رواية أرض سالم، ثم سلاو ميتنز (Slow Mutants) بعد الانتهاء مباشرة من رواية البريق، وأخيرًا حامل السلاح والرجل ذو الرداء الأسود في عام 1980. تم نشر هذه القصص الخمس في مجلة الخيال والخيال العلمي بين عامي 1978 و1981 قبل أن يتم جمعها في كتاب واحد في عام 1982. خطرت الفكرة على بال ستيفن كينغ خلال عشاء جامعي حيث سأله الناشر الصغير دونالد إم جرانت عما إذا كان لديه كتاب يمكن نشره في دار النشر الخاصة به. ثم فكر كينج في هذه القصة البعيدة عن نوع القصص المرعبة التي جعلته مشهورا واقترحها على جرانت.
تم نشر برج الظلام: حامل السلاح في إصدار محدود من 10000 نسخة بيعت بسرعة. عندما ظهرت رواية مقبرة الحيوانات في عام 1983، اندهش العديد من معجبي ستيفن كينغ من وجود برج الظلام: حامل السلاح في معرض أعمال كينغ في بداية الكتاب وتم إغراق كينغ وناشريه بالبريد للحصول على معلومات حول كيفية الحصول على هذا الكتاب الذي لا يعرفونه. خاصة وأن المكتبات نفسها غير قادرة على تزويدهم بالمعلومات. ثم وافق كينغ على مضض بالسماح بإصدار جديد يتكون من 10000 نسخة، والتي بيعت أسرع من الطبعة الأولى. زاد ضغط المعجبين على ستيفن كينغ، على الرغم من أنه كان شديد المعارضة لإصدار المجلد الأول من السلسلة لعامة الناس، لأنه لم يكن يدري إذا كان سيُنهي هذه السلسلة يومًا ما. إلا أنه استسلم في النهاية لرغبة الجمهور، تم نشر برج الظلام: حامل السلاح في إصدار ذي غلاف ورقي في سبتمبر 1988.

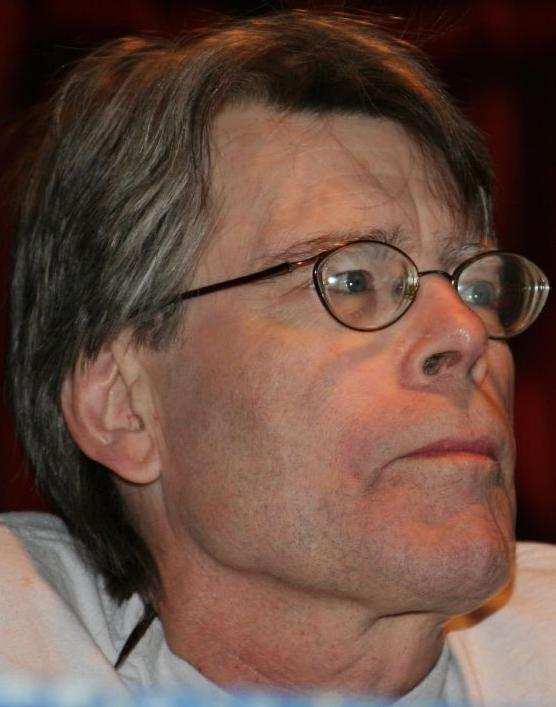
ستيفن كينغ كاتب سلسلة «برج الظلام»

منذ أن كان في التاسعة عشرة من عمره، كان ستيفن كينج متشوقا لكتابة ملحمة مثل ج. ر. تولكين مع سيد الخواتم. وبما أنه كان معجبا بهذه القصة، لم يرد أن يبدأ الكتابة مبكرًا، خوفًا من سرقة هذه الأخيرة. جاء العامل الحاسم من دراسة قصيدة روبرت براوننج: الصبي رونالد قادم إلى برج الظلام. من هناك تأتي فكرة حامل السلاح وسعيه نحو برج الظلام. صرح ستيفن كينج، في مقدمة الإصدار الأخير من المجلد الأول من السلسلة، برج الظلام: حامل السلاح، بأن عمله كان مستوحى بالتأكيد من سيد الخواتم وأسطورة آرثر، ومشاهدته في سينما للفيلم الغربي الشهير الطيب والشرس والقبيح، الشخصية التي لعبها كلينت إيستوود في هذا الفيلم كانت مصدر إلهام مباشر لشخصية رولاند حامل السلاح.
في مواضع كثيرة من القصة، تمت الإشارة إلى روايات أخرى للمؤلف نفسه: أرض سالم، الموقف، الأرق، الطلسم، اليأس والقلوب المفقودة في أتلانتس. بعض الشخصيات التي تظهر هناك تكمن في قلب قصة برج الظلام. نجد الحنين المعتاد لستيفن كينج إلى أمريكا لطفولته وموسيقاها ومراجعها الاجتماعية والثقافية. من بين العديد من الإشارات إلى أعمال أخرى، يمكننا أن نذكر بعض الأعمال، ساحر أوز، أليس في بلاد العجائب أو سيد الخواتم. تحتوي برج الظلام 5: ذئاب الكالا على العديد من التلميحات الصريحة إلى حرب النجوم وهاري بوتر.
في عام 2002، في مجموعته من القصص القصيرة كل شيء قاتل، أشار ستيفن كينغ إلى أخوات إلوريا الصغيرات، والتي تتميز بمغامرة رولاند حامل السلاح التي حدثت قبل المجلد الأول من السلسلة، بالإضافة إلى القصة القصيرة التي تحمل اسم كل شيء قاتل، على أصول وقوى شخصية دينكي، عضو في الكا-تيت لـ تيد بروتيجان، قبل أن يدخل الملحمة، في منتصف المجلد السابع برج الظلام 7: برج الظلام.
اكتملت السلسلة الضخمة في عام 2004، وانتهت بحوالي 4000 صفحة من السرد، بطريقة أثارت الجدل بين المعجبين. يقر المؤلف أنه لم يكن يعرف دائمًا ما إذا كان سيكملها. حيث تعرض ستيفن كينغ إلى حادث سيارة خطير في عام 1999 كان على وشك الموت، ولكن الحادث سيلهم الأحداث في القصة نفسها، فقد أقنعه بإكمال هذه القصة، والتي ربما تكون الأكثر غموضًا في حياته.
يجمع برج الظلام: فهرس أبجدي، وهو دليل رسمي مكون من مجلدين، الملاحق حول عمل ستيفن كينغ ويذكر التغييرات التي تم إجراؤها على المجلدات الأربعة الأولى قبل إعادة إصدارها (بما في ذلك الإضافات والتصحيحات إلى الجزء الأول، برج الظلام: حامل السلاح). يوصى بهذا المجلد بشكل خاص للقراء الأوائل، أولئك الذين اكتشفوا مغامرات رولاند حامل السلاح و الكا-تيت (مجتمع يوحده القدر نحو هدف هام)، في الطبعات الأولية. تم إصدار رواية جديدة تدور أحداثها في عالم برج الظلام وتسمى برج الظلام: الريح من خلال ثقب المفتاح في 24 أبريل 2012 في الولايات المتحدة وفي 13 يونيو 2012 في فرنسا. تقع الأحداث الموصوفة بين برج الظلام 4: الساحر والزجاج وبرج الظلام 5: ذئاب الكالا.

## كتب السلسلة
- برج الظلام: حامل السلاح في 1982
- برج الظلام 2: الأبواب الثلاثة في 1987
- برج الظلام 3: الأراضي اليباب في 1991
- برج الظلام 4: الساحر والزجاج في 1997
- برج الظلام 5: ذئاب الكالا في 2003
- برج الظلام 6: أغنية سوزانا في 2004
- برج الظلام 7: برج الظلام في 2004
- برج الظلام: الريح من خلال ثقب المفتاح في 2012

## الشخصيات

### الأبطال والحلفاء

#### الكا-تيت
- رولاند ديتشين، الشخصية الرئيسية، هو رجل وحيد مهووس بهدفه. يفتقر إلى الفكاهة والخيال ولكنه شديد الإدراك وو يتمتع بذكاء حاد، وإتقانه وسرعته في استخدام البندقية لا مثيل لها.
- إدي دين، مدمن هيروين سابق في نيويورك، هو شاب حدسي يتمتع بحس فكاهي كبير. يعتبره رولاند ذراعه الأيمن وكذلك أفضل صديق له على الرغم من أن شخصياتهم المختلفة كثيرًا ما تضعهم في صراع دائم. بالنسبة لرولاند فإنَّ إيدي هو كوثبرت ألجود الثاني، وغالبًا ما يطلق عليه رولاند لقب «كا ماي»، أحمق كا.
- سوزانا دين، زوجة إيدي، أمريكية من أصل أفريقي قطعت ساقاها تحت الركبتين. تعرضت للعديد من الصدمات بسبب جاك مورت مما جعل سوزانا دين امرأة تعاني من اضطراب الهوية الانفصامي: تنقسم شخصيتها بين أوديتا هولمز، وهي امرأة ثرية، متعلمة ومشتركة في حركات ناشطة من أجل المساواة بين الأمريكيين الأفارقة، وديتا ووكر، مبتذلة، تكره البيض وتتسم بالعنف الشديد. سيضع رولاند وإدي هاتين الشخصيتين وجهاً لوجه في المجلد الثاني برج الظلام 2: الأبواب الثلاثة، وخلال تقبُّل هذه الازدواجية ستولد سوزانا.
- جاك تشامبرز، صبي يبلغ من العمر أحد عشر عامًا يعتبره رولاند ابنه. لديه إعجاب لا حدود له بحامل السلاح وهو ذكي للغاية بالنسبة لسنه. يتمتع جاك بـ «البريق»، وهي موهبة تمزج التخاطر والتعاطف، مما يُثير لديه الكثير من هواجس وكذلك يستطيع قراءة الأفكار. تمامًا كما يُذَكِّر إيدي رولاند بـ كوثبرت، فإنَّ جاك يُذَكِّره بـ آلان جونس، عضو آخر في الكاتيت القديمة (ومع ذلك، يعترف رولاند مرارًا وتكرارًا بأن جيك أقوى من صديقه السابق في مهارة البريق).
- أوتي، حيوان أليف تبناه جاك، هو مخلوق خيالي، نوع من المزيج بين كلب وراكون. لديه قدرة محدودة على التحدث، ويمكنه حساب عدد الأشخاص في الغرفة، وهو مخلص للغاية.

#### الحلفاء
- دونالد كالاهان، الذي يظهر أيضًا في أرض سالم، هو كاهن لا كالا. لديه القدرة على اكتشاف مصاصي الدماء من خلال هالتهم منذ أن أجبره مصاص الدماء بارلو، الذي يعيش في أرض سالم، على شرب دمه. كما سافر كالاهان على الطرق السريعة الأمريكية «الخفية»، مما سمح له بالسفر عبر نسخ متعددة من أمريكا.
- آرون ديبنو، المحامي السابق وصديق كالفن تاور الذي يحثه على التصرف بشجاعة والثقة في رولاند. هو الذي يقوم بصياغة سند بيع الأرض الواقعة بين شارع 46 والجادة الثانية لشركة تيت، والتي سيكون أحد الآباء المؤسسين لها، وكذلك أحد الأعضاء الثلاثة في كا-تيت الوردة.
- كالفن تاور، بائع كتب وصاحب أرض نيويورك المرغوبة، مشبوه، جشع، بخيل وعنيد.
- تيد بروتيجان، الموجود في القلوب المفقودة في أتلانتس ، هو «قاطع شعاع» يتمتع بقدرات نفسية رائعة.
- جون كولوم، من سكان ماين الواقعيين للغاية والذي سيثبت أنه سيقدم مساعدة كبيرة لرولاند وإيدي. تم تكليفه من قبل رولاند وإيدي لإنشاء شركة تيت بمساعدة موسى إسحاق كارفر وآرون ديبنو، وسيصبح أحد أعضاء كا-تيت الوردة. في محاولة لوقف تقدم شركات سومبرا و نورث سنترال بوسيترونيكس التي يسيطر عليها عملاء الملك القرمزي، تم إسقاطه في عام 1989.
- موسى إسحاق كارفر، المعروف باسم بوب موسى، عراب سوزانا، هو أحد «الآباء المؤسسين» لكا تيت الوردة. رئيس شركة تيت جنبًا إلى جنب مع جون كولوم وآرون ديبنو، استقبل رولاند في عام 1999 واستقبله باعتباره، في سن 101، وآخر عضو في كا تيت الوردة.
- باتريك دانفيل، الذي ظهر لفترة وجيزة في الأرق، هو رسام كاريكاتير استثنائي أصبح أسيرًا لمصاص الدماء داندلو. قطع الأخير لسانه ويتغذى على مشاعر باتريك. سوزانا هي التي ستنقذ باتريك، وبالتالي تسمح له بمساعدة حامل السلاح في مهمته الأخيرة.

### الخصوم
- الكريمسون كينغ أو الملك القرمزي، الذي يحلم بتدمير برج الظلام، هو الخصم الرئيسي لرولاند بقواه الهائلة والعديد من التوابع الموجودة تحت تصرفه.
- راندال فلاج، الرجل الأسود الذي يرتدي هويات متعددة، الشرير المتكرر في أعمال ستيفن كينج، هو ساحر قوي يتبع تصميماته الخاصة.
- موردريد ديشين هو ابن رولاند وابن الملك القرمزي، تحمله سوزانا تحت تأثير شيطانة تدعى ميا (يمكن اعتبار كلاهما والداه). قادر على أن يتخذ شكلاً غير بشريًا مثل شكل العنكبوت العملاق، وتوجهه الكراهية والغيرة.
- بلاين المونو ، وهوروبوت ذكاء اصطناعي يقيم في قطار أحادي الخط وكذلك تحت بلدة لود وقد فقد عقله بسبب عدم صيانة أنظمته.
- إنريكو بالإزار، زعيم منظمة مافيا في نيويورك تضغط على كالفن تاور لبيع أرضه. ملازمه هو جاك أندوليني.
- أندرو كويك، رجل موقوف، يقود أحد الفصائل في مدينة لود ويُنَظِّم اختطاف جاك.
- بيملي برنتيس، في خدمة الملك القرمزي، المسؤول عن معسكر ألغول سينتو.

### شخصيات من الماضي
- سوزان ديلجادو، حب رولاند العظيم والوحيد الذي عرفه في بارونية ميجيس عندما كانا مراهقين.
- كوثبرت ألجود، صديق الطفولة لرولاند، قريب من إيدي بشخصيته وروح الدعابة.
- آلان جونز، صديق طفولة آخر لرولاند، هادئ ومتوازن ولديه، مثل جيك، نذير شؤم (مثله لديه موهبة «البريق»).
- كورتلاند أندروس، المعروف باسم كورت، الذي علم رولاند أن يكون حامل السلاح من خلال دروسه الصعبة.
- شيمي رويز، نادل شاب متخلف بعض الشيء ويصادق رولاند وكوثبرت أثناء وجودهما في ميجيس. سيجده رولاند لاحقًا في ألغول سينتو.
- إلدرد جوناس، حامل السلاح الذي «فشل» في طقوس العبور، وبالتالي طرد من أرض جيلاد، المسؤول عن عمليات تمرد جون فارسون في منطقة مجيس. يقود مجموعة «صيادو النعش العظيم» التي تضم كلاي رينولدز وروي ديبابي. إنه عدو شرس وقوي للكا-تيت الأول لرولاند.
- ريا دو كوز، ساحرة قديمة من حول ميجيس تمتلك واحدة من ثلاثة عشر كرة بلورية لقوس قزح الساحر (الكرة الوردية)، وهي أشياء سحرية وشريرة قوية جدًا. تشعر بغيرة شديدة من الشباب ونضارة سوزان ديلجادو التي كانت مسؤولة عن التحقق من عذريتها في بداية برج الظلام 4: الساحر والزجاج.

## علاقة السلسلة بأعمال أخرى لستيفن كينغ
أرض سالم: الظهور في دور ثانوي لشخصية الأب كالاهان الذي يمكن العثور عليه في الكتب الثلاثة الأخيرة من السلسلة والذي يروي قصته منذ مغادرته القدس.
البريق: تتمتع شخصية دانيال تورانس بموهبة هاجس ونذير شؤم مثل بعض الأشخاص في سلسلة برج الظلام. في الروايات، هذه الموهبة تسمى أيضًا البريق؛ آلان وجيك حساسان بشكل خاص لهذه الموهبة.
الموقف: تلعب شخصية راندال فلاج دورًا رئيسيًا؛ يكرر أندرو كويك على فلاج عبارة «حياتي من أجلك» كما فعل لابوبيل في الموقف؛ تقوم مجموعة الكا-تيت بقيادة رولاند بزيارة إلى نسخة من مدينة توبيكا التي دمرتها الإنفلونزا الخارقة وذلك في الكتاب الرابع برج الظلام4: الساحر و الزجاج.
المنطقة الميتة: في المجلد الأخير من برج الظلام 7: برج الظلام، يقرأ الروبوت نايجل رواية المنطقة الميتة.
طريقة تنفس: هناك إشارة موجزة إلى قاطعي الشعاع عندما تجد شخصية دايفد كتابًا يحمل هذا العنوان، والذي يمكن لمؤلفه، الذي لم يتم العثور على أي أثر لوجوده، أن يكون قاطعًا وفقًا لشخصية ستيفنز.
عينا التنين: لا يزال راندال فلاج شرير القصة. يقول رولاند إنه التقى بتوماس ودينيس، وهما من الشخصيات الرئيسية في هذه القصة. تم ذكر مملكتي ديلاين وغارلان حيث تم ذكرها عدة مرات في ملحمة برج الظلام.
الطلسم: يتم شرح مفهوم الزوجي (الأشخاص الموجودون في عوالم مختلفة بهويات مختلفة)، المذكور في برج الظلام.
الضباب: يأتي الضباب من صدع بين عالمين أوجد فضاء فاداش مشابه للشاشات الموصوفة في السلسلة والتي تعيش فيها كائنات مماثلة.
إت: السلحفاة، وهي الأكثر أهمية من بين اثني عشر حارس شعاع في الملحمة، تظهر في هذا الكتاب على أنها عدوة إت؛ وهو روبوت يلقب بـ بيل المتلعثم (الاسم المستعار لشخصية ويليام دنبرو في إت) في المجلد الأخير من السلسلة.
أشياء ضرورية: شخصية ليلاند جاونت، الملقب بالبائع المتجول، يستولي على النفوس (التي يضعها في حقيبة) في هذه الرواية كما في برج الظلام4: الساحر و الزجاج يذكر قمر البائع المتجول الذي يوصف بأنه يشبه الرجل العجوز رجل يحمل «كيس النفوس المسلوبة»؛ تشير شخصية آلان بانجبورن إلى «مجيء الأبيض» في نهاية الرواية، وهو مصطلح أُستخدم أيضًا في الملحمة.
الأرق: تظهر شخصيات باتريك دانفيل والملك القرمزي في هذه الرواية، والثانية تحاول قتل الأولى؛ هناك العديد من الإشارات إلى برج الظلام واللاكا؛ يرسم باتريك دانفيل صورة للبرج المظلم محاطًا بحقل من الورود مع راعي بقر، يسميه باتريك باسم رولاند، وهو يسير نحو برج الظلام.
روز مادر: تتحدث شخصية دوراكوس إلى روزي حول فكرة كا ومدينة لود (التي اكتشفها الكاتيت بقيادة رولاند في برج الظلام: الأراضي اليباب).
اليأس: يستخدم تاك، المخلوق الذي حاربته الشخصيات في الكتاب، المصطلح كان-توا المستخدم أيضًا في برج الظلام للإشارة إلى خدام الملك القرمزي، الهجين بين البشر والحيوانات.
حقيبة عظام: يظهر الرقم 19، ذو الأهمية الكبيرة في الملحمة، في جميع أنحاء هذه الرواية.
القلوب المفقودة في أتلانتس: ظهور شخصية تيد براوتيجان، الذي يلعب دورًا كبيرًا في هذه القصة، ونجده في المجلد الأخير من السلسلة، يتم شرح وظيفته في قطع الأشعة هناك؛ كما تقوم شخصية رايموند فيجلر تدريب كارول جربر على الأنشطة غير القانونية، كما يتم استخدام الأحرف الأولى آر0إف (RF) دائمًا من قبل رايموند فيجلر.
البيت الأسود: تخبر شخصية باركوس جاك سوير عن رولاند والكا-تيت وعن انخراطهم في مهمة؛ هناك العديد من الإشارات إلى الملك القرمزي بالإضافة إلى قاطعي الأشعة والكا والأشعة؛ تدور أحداث نهاية هذه الرواية جزئيًا في منطقة تاندر تاندر التي يعبرها رولاند وأصدقاؤه؛ كلمة أوبوبوناكس التي يملكه على جاك سوير في بداية الرواية هي اسم الريشة الذي ينقلها قَرَوِيُّو لا كالا لأنفسهم عندما يريدون التحدث علانية.
كل شيء قاتل: شخصية دينكي إيرنشو، التي نجدها في المجلد الأخير من الملحمة، تلعب الدور الرئيسي للقصة القصيرة التي تحمل نفس الاسم؛ القصة القصيرة أخوات إلوريا الصغيرات هي مغامرة لرولاند وتعتبر بمثابة مقدمة للسلسلة.
من بويك 8: يبدو أن بويك في هذه الرواية يشبه بوابة لفضاء فاداش والمخلوقات التي تهرب منها مشابهة لتلك الموجودة في الضباب.
بازار الأحلام السيئة: في القصة القصيرة آر (UR)، تستقبل الشخصية الرئيسية قارئ الإلكتروني يدعى كيندل الوردي الذي يتيح له الوصول إلى أعمال هيمينغواي المنشورة في عدة عوالم متوازية. يظهر الأوغاد في الوشاح الأصفر أيضًا في القصة وتم ذكر برج الظلام بوضوح.

## الإستقبال
وصف بيل شيهان من صحيفة واشنطن بوست السلسلة بأنها «ملحمة إنسانية ذات رؤية عظيمة وإبداع حقيقي» وهذا ما يجعلها «نموذجا حقيقيا لرواية القصص» ووصفها بأنها «مليئة بالمشاهد التي تم تقديمها ببراعة ... مواجهات كارثية ولحظات تراجيدية ومأساوية».
قالت إيريكا نونان من بوسطن غلوب «هناك عالم رائع يجب اكتشافه في السلسلة» لكنها أشارت إلى أن طبيعته الملحمية تمنعه من أن يكون سهل الاستخدام.
أصيب ألين جونستون من صحيفة نيويورك تايمز بخيبة أمل إزاء تطور السلسلة. حيث كان يتعجب من «السخافة المطلقة لوجود [الكتب]» وأثنى على أسلوب كتابة كينغ في الكتابة، قال إن التحضير كان سيحسن السلسلة، مشيرًا إلى أن «كينغ ليس لديه البراعة الأدبية لهذا النوع من الروايات، وأصوات الجماهير جعلته يتبعها».
ومع ذلك، أطلق مايكل بيري من صحيفة سان فرانسيسكو كرونيكل على الأجزاء المبكرة للسلسلة اسم«خليط من الألفاظ الرنانة ولغة الخشب» ولكن النهاية«قدمت أكثر مما كان مأمولا».
أشاد جوشوا روثمان من مجلة نيويوركر بالسلسلة، وشعر أن «الروايات كانت أفضل وأغرب مما كان يأمل». زعم روثمان أنه يحتوي على العديد من استعاراته الكلاسيكية، وقال«إذا كنت تحب ستيفن كينج حقًا، فأنت مدين لنفسك بمنح السلسلة فرصة».

## أعمال حول السلسلة

### كتب لها علاقة بالسلسلة
دُعمت سلسلة برج الظلام بالعديد من الكتب غير الخيالية التي ألفها كتاب وقفوا إلى جانب ستيفن كينغ.
نشر روبن فورث كتاب برج الظلام: فهرس أبجدي المكون من مجلدين، وهو بمثابة دليل وموسوعة للسلسلة تمت كتابتها في الأصل للاستخدام الشخصي لـ ستيفن كينغ.
نشر بيف فنسنت كتاب «الطريق إلى برج الظلام: اكتشاف أعظم ما أبدع ستيفن كينغ»، وهو كتاب يحتوي على قصة خلفية وملخص وتحليل و رفيق برج الظلام، والذي يتضمن مقابلات وتغطية لروايات ذا مارفل المصورة. أيد ستيفن كينج هذه الكتب.
شارلي الشو-شو هو «كتاب للأطفال» لستيفن كينغ صدر في عام 2016، ونُشر تحت اسم مستعار بيريل إيفانس. وهي مقتبسة من جزء من رواية ستيفن كينج السابقة برج الظلام: الأراضي اليباب. وقد زوده بالرسوم نيد داميرون.

### ألعاب
شهد 7 ديسمبر 2009، إطلاق لعبة على الإنترنت بعنوان ديسكورديا (Discordia) ، متاحة للعب مجانًا على الموقع الرسمي لستيفن كينج. اللعبة هي تكملة لقصة برج الظلام الأصلية، بعد الصراع بين شركة تيت وشركات سومبرا و نورث سنترال بوسيترونيكس في نيويورك، وقد أشرف عليها كل من ستيفن كينج وروبن فورث.
من موقع الويب للعبة: «استكشاف الصراع وراء الكواليس بين الشركتين، تقدم ديسكورديا لعشاق برج الظلام منذ فترة طويلة بشخصيات جديدة والعديد من العناصر الميكانيكية / السحرية التي طورتها ميد-وارلدز أولد أونس (Mid-World's Old Ones). على مدار المغامرة سنزور العديد من المواقع، سواء تلك المألوفة لعشاق برج الظلام وغيرها التي لم نلمحها إلا في روايات السلسلة. بينما قد لا نرى رولاند والكا-تيت في هذه المغامرة، فقد تذكر فريق التطوير وجوه آبائه. لقد بذلنا قصارى جهدنا لتمجيد سلسلة برج الظلام الأصلية مع رسم خرائط لمنطقة برج الظلام الجديدة والمثيرة في الوقت نفسه».

### فيلم
قامت شركتا سوني بيكتشرز و ميديا رايتس كابيتال بتكييف السلسلة مع الفيلم. الفيلم من إخراج نيكولاي آرسيل ، وبطولة إدريس إلبا وماثيو ماكونهي، على الترتيب، في أدوار رولاند ديشين ووالتر أوديم. تم إصدار الفيلم في 4 أغسطس 2017. انتقد النقاد الفيلم بحصوله على درجة 16٪ على موقع روتين تومايتوس. يجمع الفيلم بين عناصر من عدة روايات في سلسلة برج الظلام، ليكون بمثابة تكملة أساسية لسلسلة الروايات، والتي اختتمت بالكشف عن أن مهمة رولاند كانت حلقة زمنية دورية؛ يشير وجود قرن العصر، الذي يحمله رولان في الفيلم، إلى أن هذه هي السلسلة القادمة. أشار ستيفن كينج إلى أن فيلم برج الظلام والمسلسل التلفزيوني سيتابع «الجولة الأخيرة» لرولاند إلى برج الظلام الرئيسي. في يوليو 2016، أكد المخرج نيكولاج آرسيل أن فيلم برج الظلام سيكون تكملة للروايات بالإضافة إلى تكيف مباشر مع رولاند في السلسلة التالية من رحلته إلى البرج.
في مقابلة مع موقع كوليدر، أعرب ستيفن كينج عن أمله في فيلم تكميلي بالإضافة إلى المسلسل التلفزيوني القادم، مقترحًا أن يكون من فئة R(فيلم لأقل من 17سنة مع مراقبة شخص بالغ)، مع ارتداء رولاند قبعة، وأن يتضمن «لوبستروسيتيز»(وهي مخلوقات غريبة تعيش في الشواطئ والبحر الغربي) من برج الظلام 2: الأبواب الثلاثة.
في مقابلة مع موقع كومين سون.نت، أكد نيكولاج آرسيل أن برج الظلام 2: الأبواب الثلاثة سيشكل الأساس للتتمة، وأن الممثلين الذين لم يتم تعيينهم بعد والذين سيلعبون دور إيدي وسوزانا دين سيظهرون إلى جانب إلبا، ماكونهي، تايلور، وهالاي الذين سيعيدون تمثيل أدوارهم رولاند، والتر وجاك وساير على الترتيب.

### على التلفاز
في شباط (فبراير) 2018، اشترت أمازون حقوق كتب سلسلة برج الظلام لإنتاج مسلسل مقتبس من السلسلة، على الرغم من أنه لم يتضح في البداية ما إذا كان سيشارك في المسلسل أحد المشاركين في الفيلم. تم التأكيد لاحقًا على أن المسلسل سيكون بمثابة إعادة تشغيل، مع سام ستريك وجاسبر باكونن يلعبا دور رولاند ديستشن والرجل ذي الرداء الأسود، على التوالي. في يونيو 2019، كان يُعتقد أيضًا أن مايكل روكر وجيروم فلين وجوانا ريبيرو أعضاء في فريق التمثيل. في يناير 2020، قررت أمازون عدم المضي قدمًا في الحلقة التجريبية للمسلسل، لكن شركة الإنتاج MRC تسوق النصوص التجريبية في مكان آخر.

### الكتب الصوتية
توجد حاليًا خمسة إصدارات صوتية من سلسلة برج الظلام - باللغات الإنجليزية والبولندية والألمانية والفرنسية والروسية-. يحتوي الكتاب الصوتي باللغة الإنجليزية الذي نشرته هودر وستوكتون على أصوات جورج غيدال وفرانك مولر ولا يحتوي على موسيقى ولا مؤثرات صوتية. الكتاب الصوتي باللغة الألمانية الذي نشرته شركة دويتشلاند راندوم هاوس أوديو يقدم فيتوريو ألفيري وديفيد ناثان كرواة. بينما الكتب الصوتية الفرنسية نشرتها دار غاليمار ورواها جاك فرانتز. بالروسية أُصدر، برج الظلام: حامل السلاح، كما رواه إيغور كنيازيف ، ليس به أي موسيقى أو مؤثرات صوتية.
تم إنتاج أول قصتين في السلسلة، برج الظلام1: حامل السلاح وبرج الظلام2: الأبواب الثلاثة، على شكل شريط تسجيل صوتي من قبل نيو أوديو ليبراري في عامي 1988 و1989. تم إنتاج، برج الظلام3: الأراضي اليباب على شريط تسجيل صوتي من قبل بينغوين هايبريدج أوديو في عام 1991. وقد روى المؤلف كل هذه الإصدارات المبكرة. يتضمن برج الظلام الأراضي اليباب مرافقة موسيقية طوال الوقت.
تم إعادة تسجيل كل هذه الطبعات لاحقًا في عام 1997 مع فرانك مولر باعتباره راوي التكملة. يروي مولر الكتاب الرابع في السلسلة، برج الظلام4: الساحر والزجاج. اختار ستيفن كينغ مولر ليكون صوته لجميع الروايات الصوتية في هذا الوقت. عانى فرانك مولر من إصابة دماغية كارثية في حادث دراجة نارية في عام 2001. ثم أسندت مهمة السرد إلى جورج غيدال، الذي سجل الكتب الثلاثة الأخيرة في السلسلة في تتابع سريع في عامي 2003 و2004. كما تم استدعاء جورج غيدال لإعادة التسجيل برج الظلام: حامل السلاح، أول كتاب في السلسلة، في عام 2003، حيث قام المؤلف بإجراء تغييرات مهمة على تلك القصة لمطابقة ما جاء لاحقًا بشكل أفضل.